# 1960年夏季奥林匹克运动会射击比赛
1960年夏季奥林匹克运动会射击比赛在意大利罗马举行。

## 奖牌榜
| Event                                     | 金牌                              | 金牌 | 银牌                                | 银牌 | 铜牌                              | 铜牌 |
| rapid fire pistol （詳細）                | 威廉·麦克米伦（美国）             | 587  | 彭蒂·林诺斯沃（芬兰）               | 587  | Aleksandr Zabelin（苏联）         | 587  |
| pistol （詳細）                           | Aleksey Gushchin（苏联）          | 560  | Makhmud Umarov（苏联）              | 552  | 吉川貴久（日本）                  | 552  |
| 300 metre rifle, three positions （詳細） | Hubert Hammerer · 奥地利（AUT）   | 1129 | Hans Rudolf Spillmann · 瑞士（SUI） | 1127 | Vasily Borisov · 苏联（URS）      | 1127 |
| 50 metre rifle, three positions （詳細）  | 维克托·尚布尔金 · 苏联（URS）     | 1149 | Marat Niyazov · 苏联（URS）         | 1145 | 克劳斯·策林格 · 德国联队（EUA）   | 1139 |
| rifle, prone （詳細）                     | 彼得·科恩克 · 德国联队（EUA）     | 590  | James Enoch Hill · 美国（USA）      | 589  | Enrico Forcella · 委内瑞拉（VEN） | 587  |
| Trap （詳細）                             | 扬·杜米特雷斯库 · 罗马尼亚（ROU） | 192  | 加利亚诺·罗西尼 · 意大利（ITA）     | 191  | Sergei Kalinin · 苏联（URS）      | 190  |

## 参赛国家
| - 阿根廷（7） - （7） - 奥地利（5） - 比利时（3） - 巴西（3） - 英属西印度群岛（2） - 保加利亚（5） - 加拿大（7） - 智利（2） - 中华台北（3） - 哥伦比亚（3） - 捷克斯洛伐克（9） - 丹麦（4） - 芬兰（8） - 法国（7） |  | - 德国联队（10） - 英国（10） - 希腊（7） - 香港（3） - 匈牙利（10） - 印度（3） - 印度尼西亚（1） - 伊朗（1） - 以色列（2） - 意大利（9） - 日本（8） - （3） - 黎巴嫩（3） - 列支敦士登（2） - 卢森堡（4） |  | - 马来亚（2） - 马耳他（2） - 墨西哥（6） - 摩纳哥（6） - 摩洛哥（4） - 挪威（6） - 巴基斯坦（4） - 秘鲁（10） - 菲律宾（7） - 波兰（7） - 葡萄牙（9） - 波多黎各（4） - 罗马尼亚（9） - 圣马力诺（4） - 新加坡（1） |  | - 南非（5） - 韩国（3） - 苏联（10） - 西班牙（8） - 苏丹（3） - 瑞典（8） - 瑞士（10） - 泰国（6） - 突尼斯（2） - 阿拉伯联合共和国（3） - 美国（9） - 委内瑞拉（6） - 南斯拉夫（6） - 津巴布韦（1） |

## 各国奖牌榜
| 排名 | 国家／地区      | 金牌 | 银牌 | 铜牌 | 總數 |
| ---- | --------------- | ---- | ---- | ---- | ---- |
| 1    | 苏联（URS）     | 2    | 2    | 3    | 7    |
| 2    | 美国（USA）     | 1    | 1    | 0    | 2    |
| 3    | 德国联队（EUA） | 1    | 0    | 1    | 2    |
| 4    | 奥地利（AUT）   | 1    | 0    | 0    | 1    |
| 4    | 罗马尼亚（ROU） | 1    | 0    | 0    | 1    |
| 6    | 芬兰（FIN）     | 0    | 1    | 0    | 1    |
| 6    | 意大利（ITA）   | 0    | 1    | 0    | 1    |
| 6    | 瑞士（SUI）     | 0    | 1    | 0    | 1    |
| 9    | 日本（JPN）     | 0    | 0    | 1    | 1    |
| 9    | 委内瑞拉（VEN） | 0    | 0    | 1    | 1    |